# Xe điện mặt đất
Xe điện mặt đất (tiếng Anh: Tram, hoặc ở Mỹ là Streetcar hay Trolley), cũng được gọi là tàu điện, tàu điện trên phố là một loại phương tiện chở khách công cộng chạy bằng điện trên các đường ray ở đường phố, di chuyển song song với các phương tiện giao thông đường bộ.

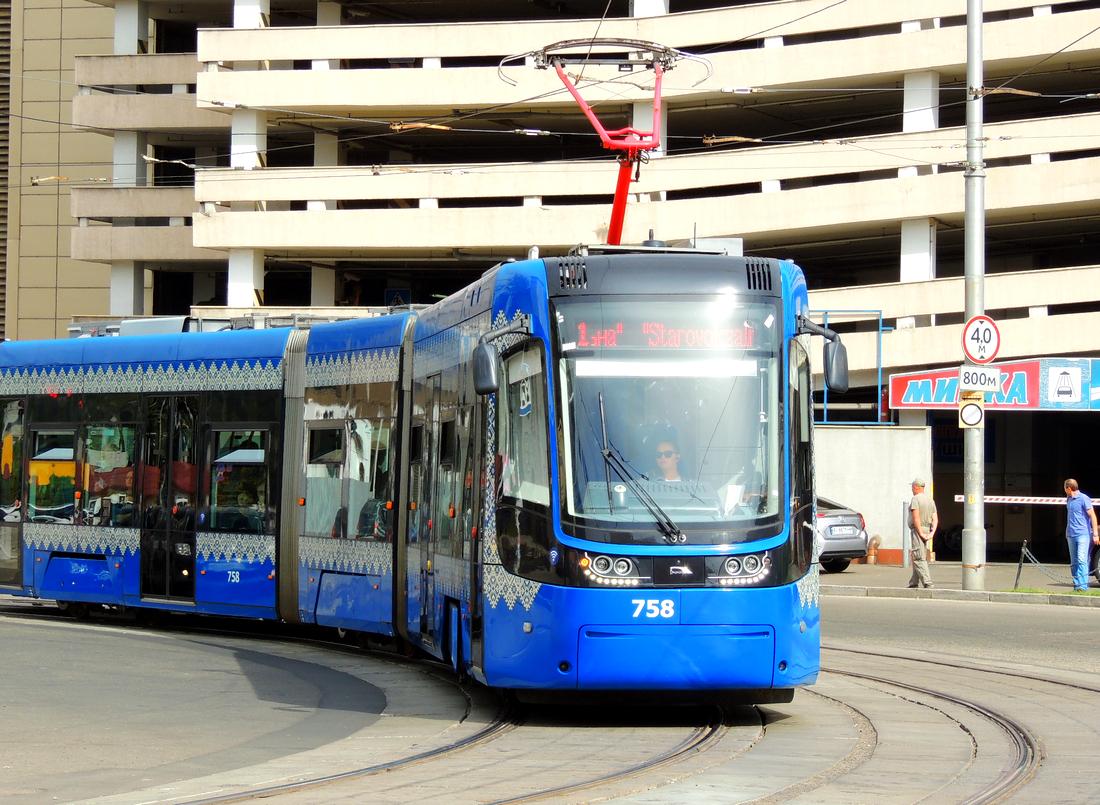
Tàu điện ở Kiew, Ukraina

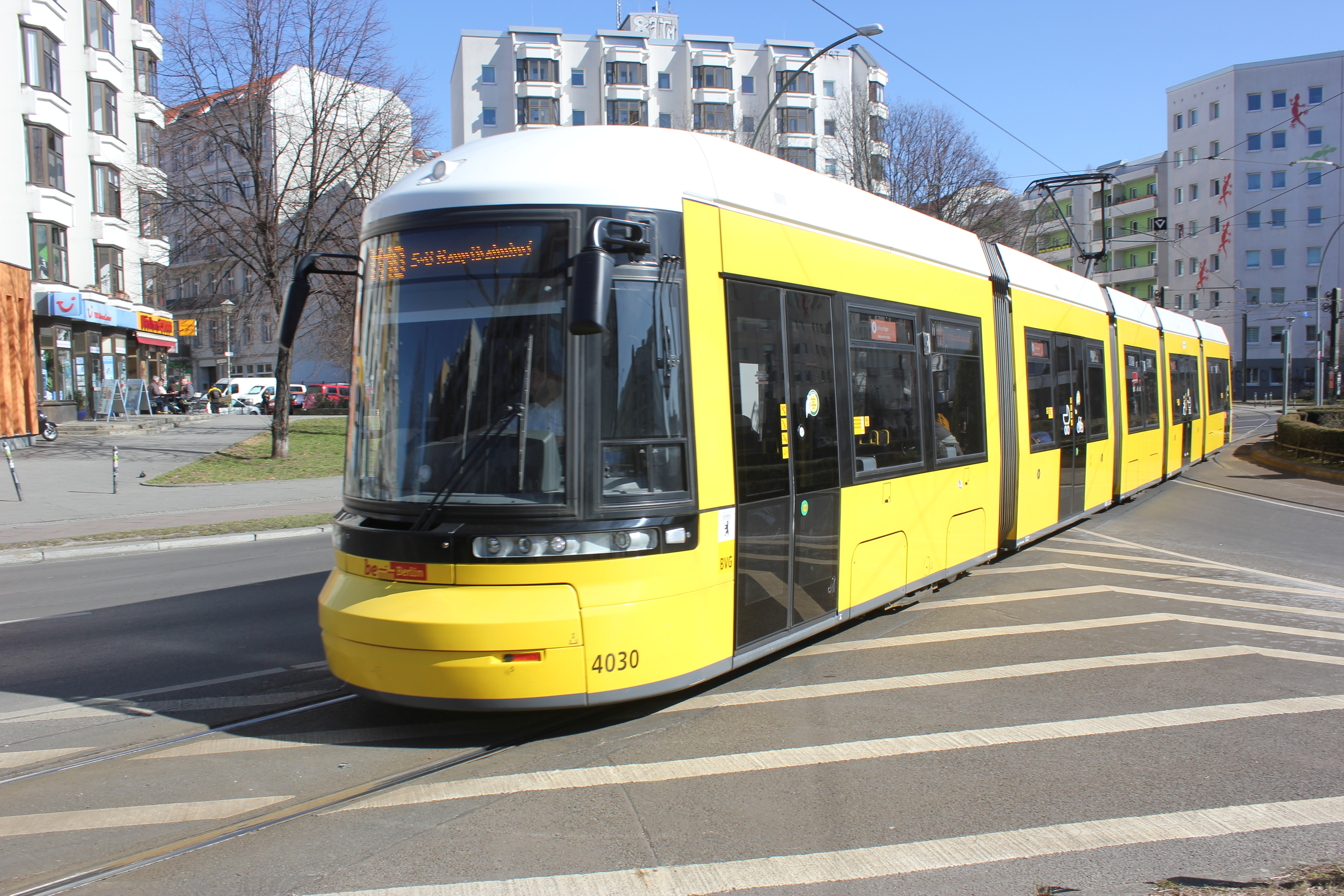
Tàu điện đường phố ở Berlin, Đức

Thuật ngữ xe điện trước kia thường chỉ loại phương tiện này chạy trên các phố, trong khu vực trung tâm thành phố, lấy điện từ các đường dây. Hầu hết xe điện đều chạy theo các tuyến cố định và là một bộ phận của hệ thống giao thông công cộng của đô thị. Ở một số thành phố, các tuyến xe điện vươn xa tới các vùng ngoại ô đông dân cư và phục vụ số lượng hành khách đông đảo như tàu điện ngầm thông thường. Với ưu điểm tiện lợi trong tiếp cận hành khách, dễ trung chuyển với xe buýt và tàu điện ngầm, xe điện được xếp vào hạng đường sắt trọng tải nhẹ. Hiện nay do hệ thống xe điện mặt đất do thực dân Pháp xây dựng ở Việt Nam đã bị dỡ bỏ từ lâu, cụm từ xe điện bây giờ thường ám chỉ tới phương tiện giao thông chạy bằng ắc quy và pin như xe đạp điện, xe máy điện, ô tô điện.
Hệ thống xe điện mặt đất từng rất thịnh hành và từng là phương tiện chuyên chở hành khách công cộng chính yếu ở nhiều đô thị lớn trên thế giới. Tuy nhiên với sự bùng nổ dân số và sự gia tăng phương tiện cá nhân, nhiều nơi đã thu hẹp mạng lưới này hoặc thay thế bằng xe buýt thuận tiện hơn cho đường phố. Trước thời kỳ điện khí hóa, các phương tiện này còn vận hành bằng than, lò hơi áp suất và sức kéo động vật. Hiện nay, nguồn năng lượng phổ biến nhất trên hầu hết các tuyến xe là điện, theo sau là xăng, khí thiên nhiên và hydro.
Thuật ngữ tàu điện cũng có thể chỉ các loại phương tiện vận tải trên đường ray chạy điện nói chung, như tàu điện ngầm, tàu đệm từ.

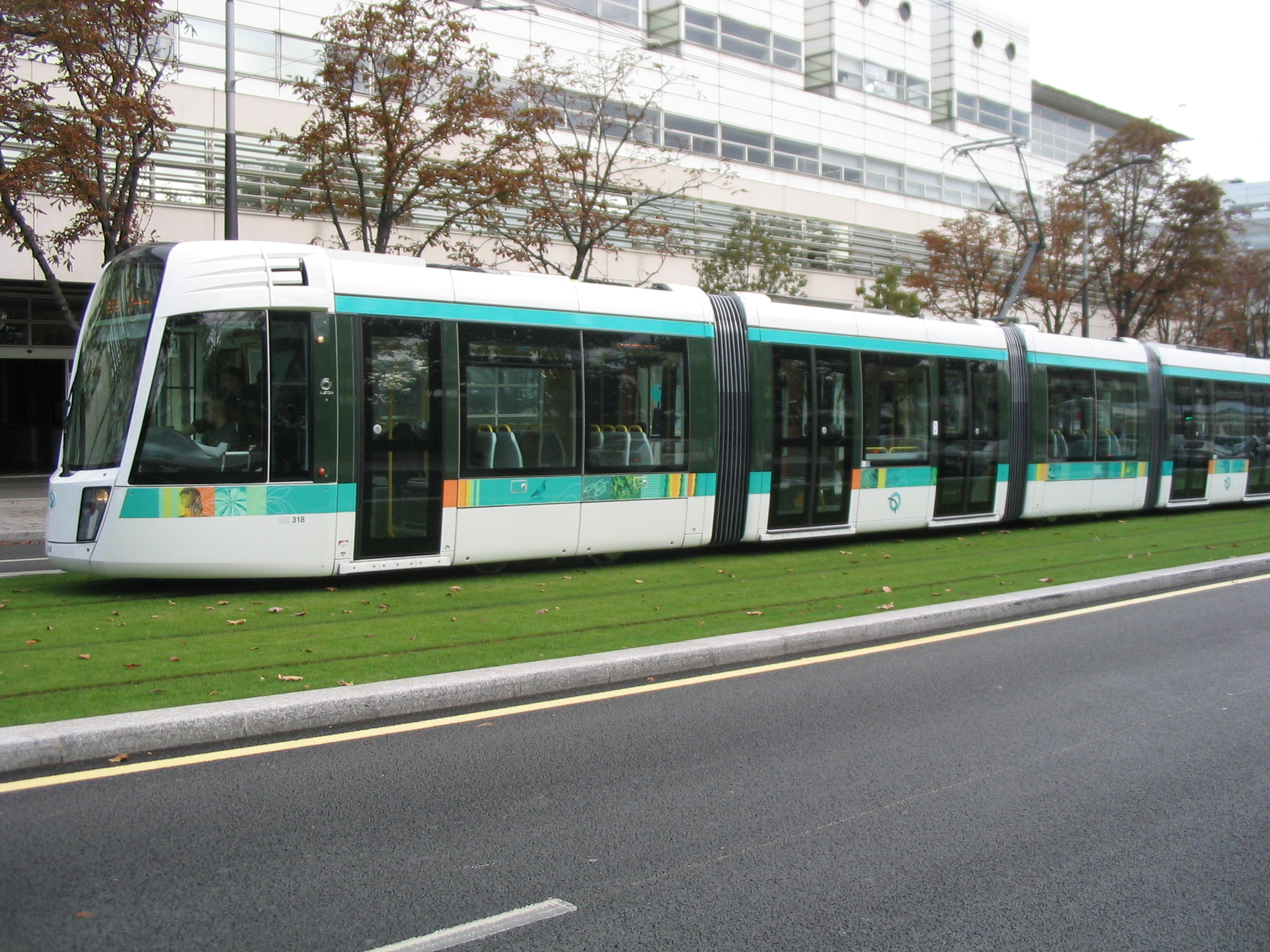
Tàu điện Paris, Pháp.
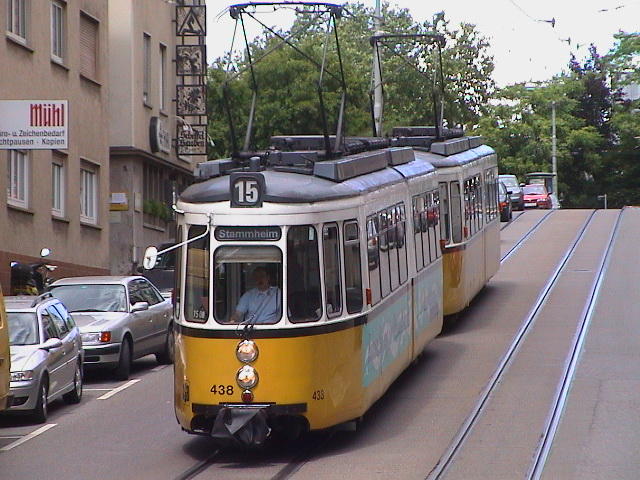
Tàu điện cũ tại Stuttgart, Cộng hòa Liên bang Đức
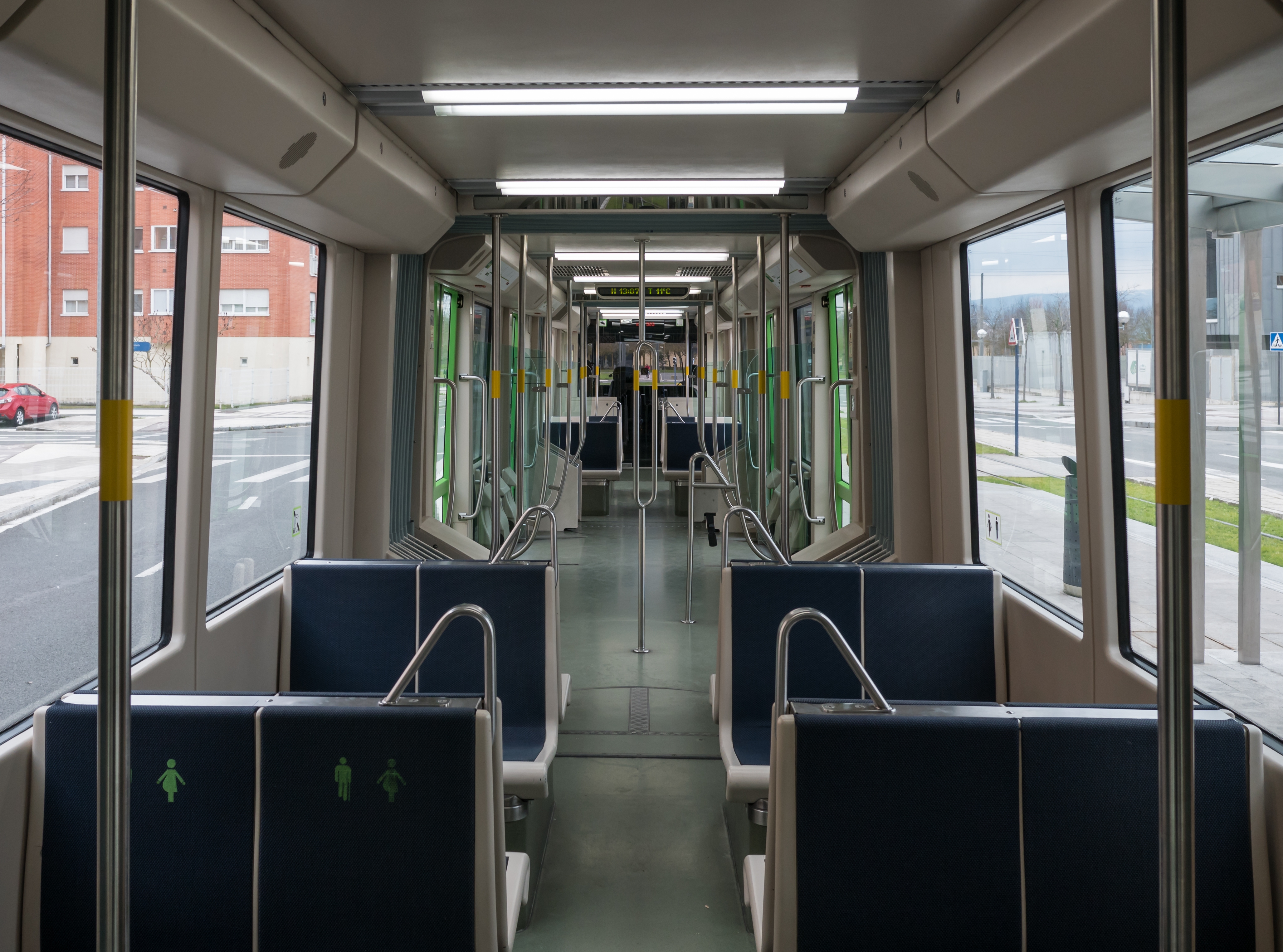
Bên trong xe điện tại Xứ Basque, Tây Ban Nha
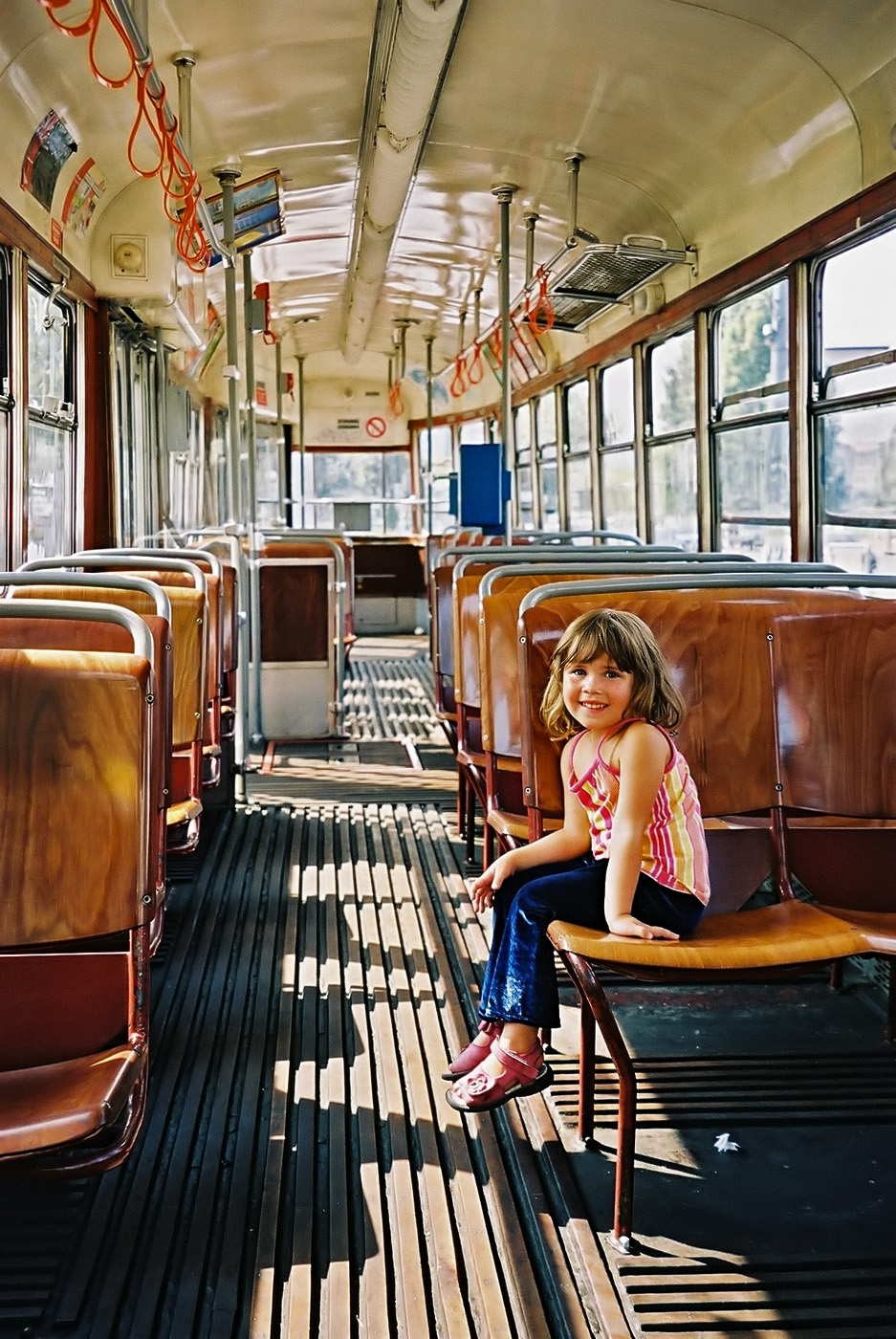
Bên trong một toa tàu điện tại Viên, thủ đô nước Áo.

## Lịch sử

### Tàu chạy bằng ngựa
Chuyến tàu điện chở người đầu tiên là tuyến Swansea and Mumbles Railway, ở Wales.

## Sử dụng

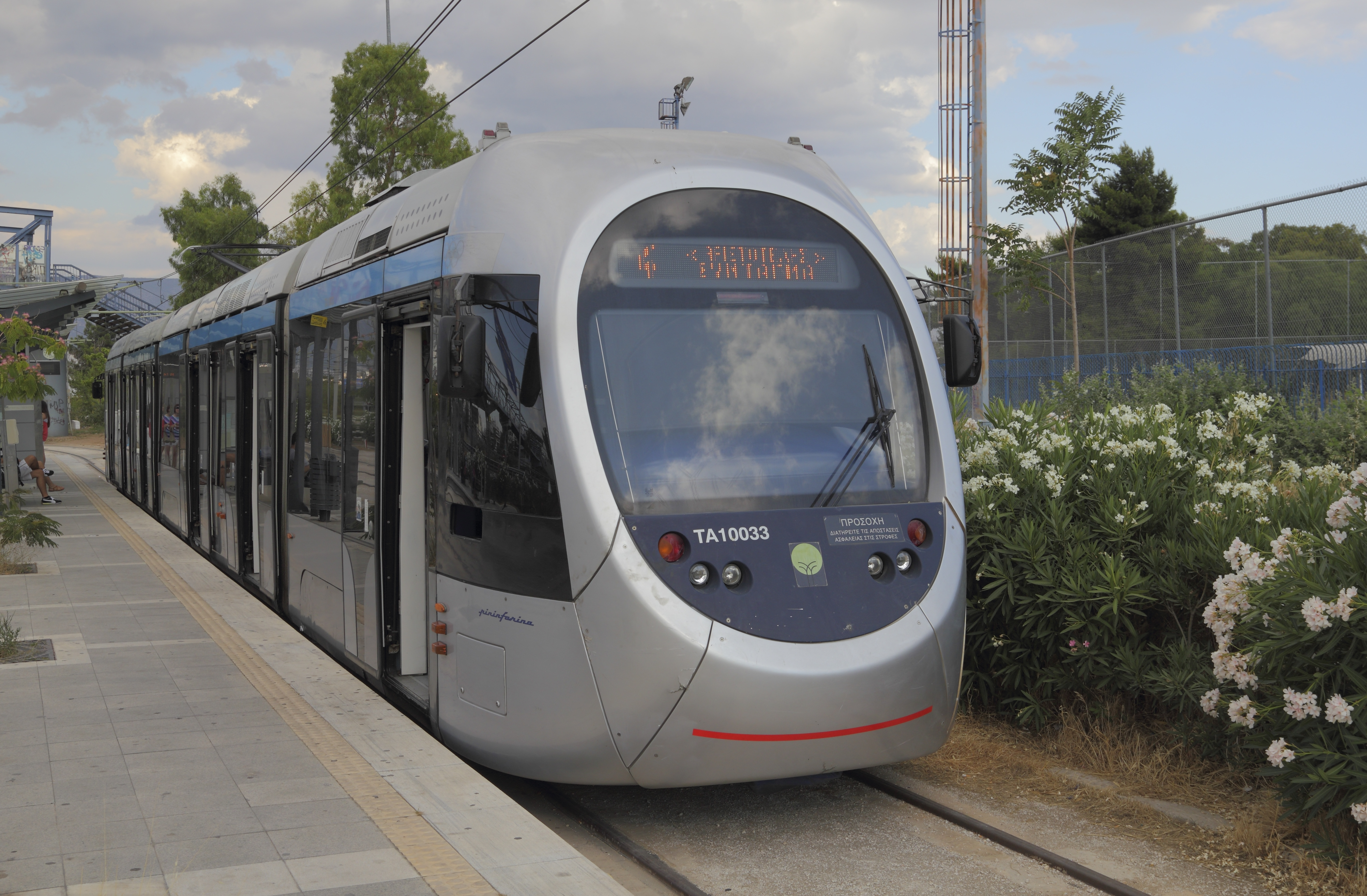
Tàu điện ở Paleo Faliro, Attica, Hy Lạp

Trên toàn thế giới có nhiều hệ thống xe điện mặt đất khác nhau. Nhiều hệ thống đã ra đời từ những năm cuối thế kỷ 19, đầu thế kỷ 20 và trở thành một phần trong lịch sử phát triển của nhiều đô thị châu Âu và châu Á. Sau nhiều biến động của thời cuộc, nhiều mạng lưới xe điện đã bị ngừng vào giữa thế kỷ trước, và nhiều mạng lưới cũ được chỉnh trang và nâng cấp đáng kể nhằm phục vụ du lịch và bảo tồn bản sắc đô thị. Hiện nay xe điện và đường sắt nhẹ vẫn tiếp tục được phát triển và ngày càng trở nên phổ biến trên nhiều đô thị văn minh trên thế giới.

### Thống kê
Tính đến tháng 10 năm 2015, tàu điện mặt đất đang hoạt động ở 388 thành phố, 206 trong số đó là ở châu Âu.

## Ở Việt Nam
Từ thời Pháp thuộc đã có tàu điện ở Hà Nội, nhưng nay đã bị phá bỏ. Người dân vẫn quen gọi leng keng tiếng tàu điện

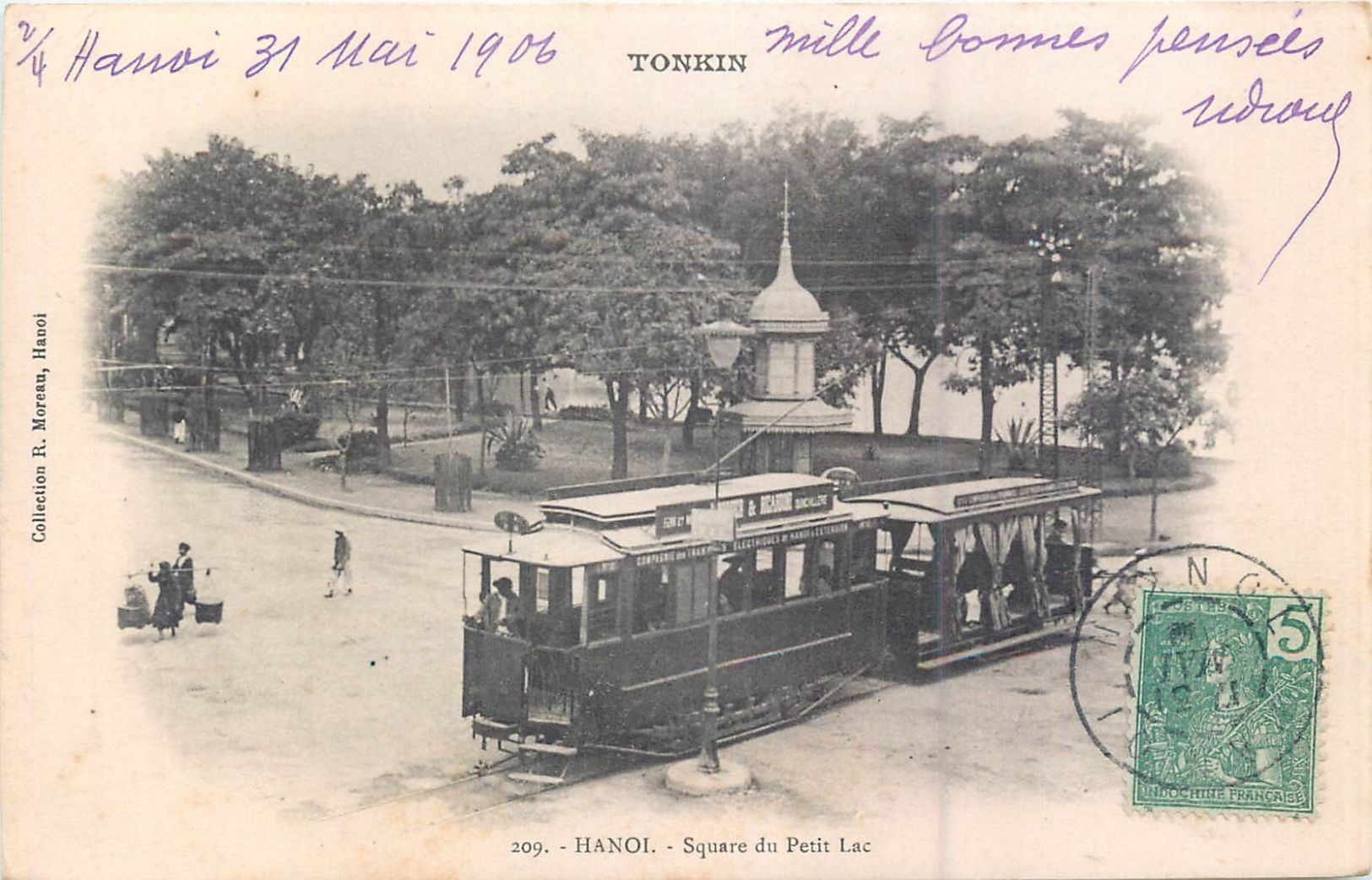
Xe điện Hà Nội năm 1901.

Mỗi đoàn tàu có 2 hoặc 3 toa, ở toa đầu có chia ra 2 hạng vé: hạng nhất, hạng nhì. Hạng nhất có ghế đệm, ngồi ngang nhìn thẳng; hạng nhì ngồi dọc ghế cứng...
Cách đây hơn 1 thế kỷ, tàu điện được xây dựng ở Hà Nội. Lịch sử tàu điện Hà Nội như sau:
Tháng 5/1890, Công ty Điện địa Đông Dương xin phép chính quyền thực dân thành lập một cơ sở khai thác giao thông bằng tàu điện gọi là "Nhà máy xe điện" thuộc vào Công ty này (tên Pháp là Usine de la Société des tramways électriques de L' Indochine). Nhà máy đó đặt ở đầu làng Thuỵ Khuê nên dân Hà Nội ngày ấy gọi là "Nhà máy tàu điện Thuỵ Khuê".
Ngày 13 tháng 9 năm 1900, tàu chạy thử tuyến đường đầu tiên Bờ Hồ - Thuỵ Khuê. Chợ Đồng Xuân đông hẳn lên và suốt ngày nhộn nhịp. "Nhà tàu" hái ra tiền, thu bộn lợi.
Do vậy sang năm 1901 có thêm đường Bờ Hồ - Thái Hà ấp, khánh thành ngày 10/11/1901. Lúc đó đường tàu chạy dọc Hàng Bông sang Cửa Nam, theo đường Sinh Từ (nay là Nguyễn Khuyến) rẽ sang trước mặt Văn Miếu rồi ra đường Hàng Bột (nay là Tôn Đức Thắng).
2 năm sau, người ta bỏ đoạn Cửa Nam – Sinh Từ - Văn Miếu mà cho tàu chạy theo phố Hàng Đẫy (nay là Nguyễn Thái Học) tới lưng Văn Miếu thì rẽ sang Hàng Bột (phố Tôn Đức Thắng ngày nay).
Năm 1906, tuyến đường xe điện Bờ Hồ - Chợ Mơ được xây dựng và khánh thành ngày 18/12/1906. Ít năm sau, kéo dài đường Bờ Hồ - Thuỵ Khuê lên tận Chợ Bưởi.
Năm 1915 đường Bờ Hồ - Thái Hà ấp được kéo vào thị xã Hà Đông nhưng phải dừng ở bên này Cầu Đơ vì cây cầu này yếu, không chịu được tải trọng của tàu.
Trong năm 1929 đó có thêm được tuyến Yên Phụ - ngã Tư Đồng Lầm (nay là ngã tư Đại Cồ Việt – Lê Duẩn) để rồi mãi tới tháng 5 năm 1943 mới nối xuống trước cửa nhà thương Vọng (nay là bệnh viện Bạch Mai).
Như vậy là tới năm 1929, từ ga Trung tâm Bờ Hồ (Ga Tàu điện Bờ Hồ nay là ngôi nhà "Hàm cá mập") toả ra 6 ngã: lên Yên Phụ, lên chợ Bưởi, sang Cầu Giấy, vào Hà Đông, xuống chợ Mơ và Vọng, tức cũng là toả ra 6 cửa ô nối nông thôn với nội thành...
Thời Pháp thuộc mỗi đoàn tàu có hai hoặc ba toa, ở toa đầu có chia ra hai hạng vé: hạng nhất, hạng nhì. Hạng nhất có ghế đệm, ngồi ngang nhìn thẳng; hạng nhì ngồi dọc ghế cứng. Hàng hoá chất ở dưới ghế, thúng mủng quang gánh móc ở bên ngoài toa cuối.
Mạng lưới đường xe điện cũ vào khoảng 30 km và bao gồm 5 tuyến đường và Bờ Hồ chính là trạm trung tâm.
Trong những thập niên đầu của thế kỉ XX tàu điện gần như là một trong những biểu tượng của Hà Nội xưa và cũng là phương tiện giao thông chính của khu vực Hà Nội./.
(Theo vov.vn)

## Danh sách các quốc gia có hệ thống xe điện mặt đất và đường sắt nhẹ
| Các quốc gia có hệ thống xe điện mặt đất và đường sắt nhẹ đã được đưa vào khai thác | Các quốc gia có hệ thống xe điện mặt đất và đường sắt nhẹ đã được đưa vào khai thác | Các quốc gia có hệ thống xe điện mặt đất và đường sắt nhẹ đã được đưa vào khai thác | Các quốc gia có hệ thống xe điện mặt đất và đường sắt nhẹ đã được đưa vào khai thác |
| Châu Âu                                                                             | STT                                                                                 | Quốc gia                                                                            | Năm đưa vào khai thác                                                               |
| ----------------------------------------------------------------------------------- | ----------------------------------------------------------------------------------- | ----------------------------------------------------------------------------------- | ----------------------------------------------------------------------------------- |
| Châu Âu                                                                             | 1                                                                                   | Thụy Sĩ                                                                             | 1862                                                                                |
| Châu Âu                                                                             | 2                                                                                   | Hà Lan                                                                              | 1864                                                                                |
| Châu Âu                                                                             | 3                                                                                   | Đức                                                                                 | 1865                                                                                |
| Châu Âu                                                                             | 4                                                                                   | Hungary                                                                             | 1866                                                                                |
| Châu Âu                                                                             | 5                                                                                   | Bỉ                                                                                  | 1869                                                                                |
| Châu Âu                                                                             | 6                                                                                   | Cộng hòa Séc                                                                        | 1869                                                                                |
| Châu Âu                                                                             | 7                                                                                   | Ý                                                                                   | 1871                                                                                |
| Châu Âu                                                                             | 8                                                                                   | România                                                                             | 1871                                                                                |
| Châu Âu                                                                             | 9                                                                                   | Nga                                                                                 | 1872                                                                                |
| Châu Âu                                                                             | 10                                                                                  | Áo                                                                                  | 1873                                                                                |
| Châu Âu                                                                             | 11                                                                                  | Ba Lan                                                                              | 1873                                                                                |
| Châu Âu                                                                             | 12                                                                                  | Na Uy                                                                               | 1875                                                                                |
| Châu Âu                                                                             | 13                                                                                  | Thụy Điển                                                                           | 1879                                                                                |
| Châu Âu                                                                             | 14                                                                                  | Pháp                                                                                | 1881                                                                                |
| Châu Âu                                                                             | 15                                                                                  | Bosna và Hercegovina                                                                | 1884                                                                                |
| Châu Âu                                                                             | 16                                                                                  | Vương quốc Anh                                                                      | 1885                                                                                |
| Châu Âu                                                                             | 17                                                                                  | Estonia                                                                             | 1888                                                                                |
| Châu Âu                                                                             | 18                                                                                  | Croatia                                                                             | 1891                                                                                |
| Châu Âu                                                                             | 19                                                                                  | Phần Lan                                                                            | 1891                                                                                |
| Châu Âu                                                                             | 20                                                                                  | Belarus                                                                             | 1892                                                                                |
| Châu Âu                                                                             | 21                                                                                  | Serbia                                                                              | 1892                                                                                |
| Châu Âu                                                                             | 22                                                                                  | Ukraina                                                                             | 1894                                                                                |
| Châu Âu                                                                             | 23                                                                                  | Bồ Đào Nha                                                                          | 1895                                                                                |
| Châu Âu                                                                             | 24                                                                                  | Slovakia                                                                            | 1895                                                                                |
| Châu Âu                                                                             | 25                                                                                  | Latvia                                                                              | 1899                                                                                |
| Châu Âu                                                                             | 26                                                                                  | Bulgaria                                                                            | 1901                                                                                |
| Châu Âu                                                                             | 27                                                                                  | Tây Ban Nha                                                                         | 1901                                                                                |
| Châu Âu                                                                             | 28                                                                                  | Ireland                                                                             | 2004                                                                                |
| Châu Âu                                                                             | 29                                                                                  | Hy Lạp                                                                              | 2004                                                                                |
| Châu Âu                                                                             | 30                                                                                  | Luxembourg                                                                          | 2017                                                                                |
| Châu Âu                                                                             | 31                                                                                  | Đan Mạch                                                                            | 2017                                                                                |
| Châu Á                                                                              | STT                                                                                 | Quốc gia                                                                            | Năm đưa vào khai thác                                                               |
| Châu Á                                                                              | 1                                                                                   | Ấn Độ                                                                               | 1873                                                                                |
| Châu Á                                                                              | 2                                                                                   | Nhật Bản                                                                            | 1902                                                                                |
| Châu Á                                                                              | 3                                                                                   | Trung Quốc                                                                          | 1904                                                                                |
| Châu Á                                                                              | 4                                                                                   | Kazakhstan                                                                          | 1959                                                                                |
| Châu Á                                                                              | 5                                                                                   | Thổ Nhĩ Kỳ                                                                          | 1990                                                                                |
| Châu Á                                                                              | 6                                                                                   | CHDCND Triều Tiên                                                                   | 1991                                                                                |
| Châu Á                                                                              | 7                                                                                   | Israel                                                                              | 2011                                                                                |
| Châu Á                                                                              | 8                                                                                   | UAE                                                                                 | 2014                                                                                |
| Châu Á                                                                              | 9                                                                                   | Đài Loan                                                                            | 2015                                                                                |
| Châu Á                                                                              | 10                                                                                  | Uzbekistan                                                                          | 2017                                                                                |
| Châu Á                                                                              | 11                                                                                  | Indonesia                                                                           | 2018                                                                                |
| Châu Á                                                                              | 12                                                                                  | Qatar                                                                               | 2022                                                                                |
| Châu Mỹ                                                                             | STT                                                                                 | Quốc gia                                                                            | Năm đưa vào khai thác                                                               |
| Châu Mỹ                                                                             | 1                                                                                   | Hoa Kỳ                                                                              | 1835                                                                                |
| Châu Mỹ                                                                             | 2                                                                                   | Canada                                                                              | 1861                                                                                |
| Châu Mỹ                                                                             | 3                                                                                   | Brasil                                                                              | 1877                                                                                |
| Châu Mỹ                                                                             | 4                                                                                   | México                                                                              | 1986                                                                                |
| Châu Mỹ                                                                             | 5                                                                                   | Argentina                                                                           | 1987                                                                                |
| Châu Mỹ                                                                             | 6                                                                                   | Colombia                                                                            | 2015                                                                                |
| Châu Mỹ                                                                             | 7                                                                                   | Ecuador                                                                             | 2020                                                                                |
| Châu Phi                                                                            | STT                                                                                 | Quốc gia                                                                            | Năm đưa vào khai thác                                                               |
| Châu Phi                                                                            | 1                                                                                   | Ai Cập                                                                              | 1863                                                                                |
| Châu Phi                                                                            | 2                                                                                   | Tunisia                                                                             | 1985                                                                                |
| Châu Phi                                                                            | 3                                                                                   | Maroc                                                                               | 2011                                                                                |
| Châu Phi                                                                            | 4                                                                                   | Algérie                                                                             | 2011                                                                                |
| Châu Phi                                                                            | 5                                                                                   | Ethiopia                                                                            | 2015                                                                                |
| Châu Phi                                                                            | 6                                                                                   | Mauritius                                                                           | 2020                                                                                |
| Châu Đại Dương                                                                      | STT                                                                                 | Quốc gia                                                                            | Năm đưa vào khai thác                                                               |
| Châu Đại Dương                                                                      | 1                                                                                   | Úc                                                                                  | 1873                                                                                |